# لوري غرين
لوري غرين (بالإنجليزية: Laurie Green)‏ هو قسيس بريطاني، ولد في 26 ديسمبر 1945 في الطرف الشرقي من لندن في المملكة المتحدة.